# Epoophoron

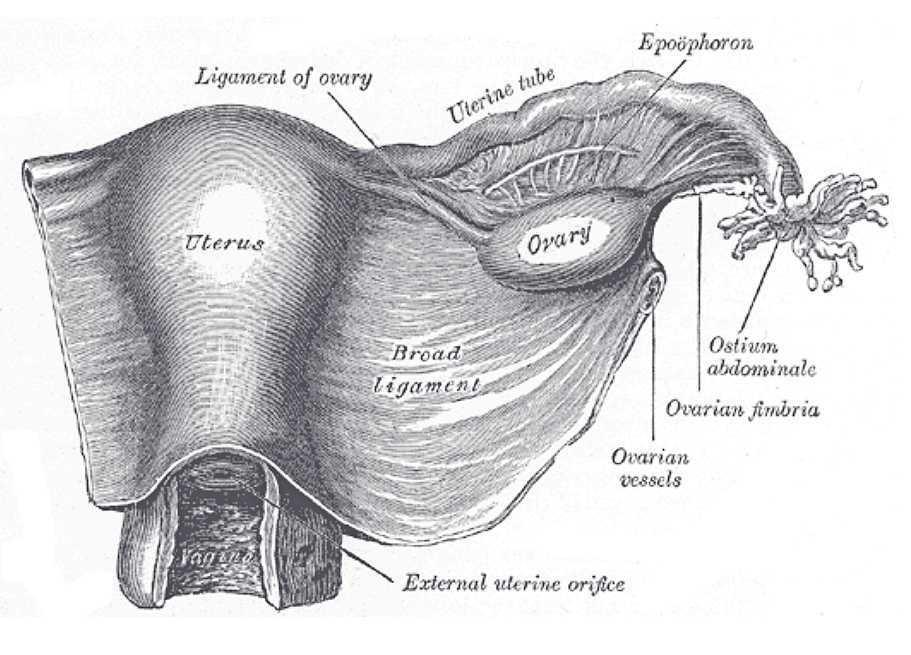
Weibliche Geschlechtsorgane mit Epoophoron

Epoophoron (Synonyme Rosenmüller-Organ, Nebeneierstock) ist ein funktionsloses Rudiment des Geschlechtsteils der Urniere beziehungsweise des Urnierengangs (Wolff-Gang), das in der Nähe des Eierstocks im Mesosalpinx auftreten kann. Der Nebeneierstock besteht aus einem parallel zum Eileiter bestehenden Gang (Tubulus epoopheri longitundinalis) und aus bis zu 20 darin einmündende Querkanälchen (Ductuli transversi). Die Kanälchen sind im Regelfall von einem Flimmerepithel ausgekleidet. Manchmal können sich an den Kanälchen auch blasige Gebilde (Appendices vesiculosae) bilden. Gelegentlich tritt ein etwa 5 mm großes Bläschen an einem mehrere Zentimeter langen Stiel auf, eine sogenannte Hydatide. Seitlich vom Epoophoron kann ein Beieierstock (Paroophoron) auftreten.